# ReganBooks
ReganBooks — американский импринт издательской компании HarperCollins (подразделение News Corporation), основанный редактором и издателем Джудит Риган и просуществовавший с 1994 по 2006 год. ReganBooks специализировался на издательстве книг, написанных знаменитостями, либо о книг на спорные темы. Согласно LA Weekly, ReganBooks был «одним из самых успешных издательств в мире» и приносил доход примерно 120 млн долларов в год.

## История
С самого начало своего существование издательство оказалось успешным. Так в августе 2004 года сразу три книги ReganBooks попали в список бестселлеров по версии The New York Times, включая две верхние позиции в списке научно-популярной литературы, что являлось лучшим показателем среди всех импринтов HarperCollins
.
Среди известных книг издательства были автобиография Дженны Джеймесон How to Make Love Like a Porn Star, биографии генерала Томми Фрэнкса, рестлера Мика Фоли и радиоведущего Говарда Стерна, а также три книги, посвящённые убийству Лейси Петерсон. Хотя конечным владельцем ReganBooks был Руперт Мёрдок, издательство не поддерживала ни какую политическую программу, публикуя книги как поддерживающие, так и критикующие Джорджа Буша.
В 2005 году ReganBooks объявило о планах переезда из Манхеттена в Лос-Анджелес, став первым большим книжным издательством, переехавшим с восточного на западное побережье США.

## Скандалы вокруг издательства и закрытие
В ноябре 2006 года ReganBooks объявили о планах издать книгу О. Джей Симпсона If I Did It, однако эти планы были отменены владельцем News Corporation Рупертом Мёрдоком. После неудачи в выпуске книги Newsweek написал: «Дни Риган, свободные от назойливости, почти наверняка прошли», и Мёрдок будет «усиливать» контроль над ситуацией.
15 декабря 2006 года Риган уволили из HarperCollins за антисемитские высказывания. Работники ReganBooks были переведены в другие импринты внутри HarperCollins General Book Group. По сообщениям The New York Times офис ReganBooks был закрыт и «ошеломленная Риган столкнулась с охранниками, которые прибыли с коробками и приказали ей уйти». Риган подала в суд на News Corporation, требуя компенсацию в 100 млн долларов за клевету об антисемитских высказываниях, утверждая, что утверждения корпорации были «полностью сфабрикованы». В январе 2008 года News Corporation уладили разногласия с Риган во внесудебном порядке и выпустили заявление, в котором говорилось: «После тщательного рассмотрения этого вопроса мы принимаем позицию миссис Риган о том, что она не сказала ничего антисемитского по своей сути, и далее считаем, что миссис Риган не является антисемиткой».